# Corchete de Lie (campos de vectores)
En topología diferencial, dados dos campos de vectores diferenciables X e Y sobre una variedad M, se define el corchete de Lie de los campos X e Y, notado {\displaystyle [X,Y]} como el único campo de vectores que cumple:

{\displaystyle [X,Y](f)=X(Y(f))-Y(X(f))\,}

Su expresión en un sistema de coordenadas asociado una carta local {\displaystyle x^{\mu }} será:
{\displaystyle [X,Y]^{i}=\sum _{j=1}^{n}\left(X^{j}{\frac {\partial Y^{i}}{\partial x^{j}}}\right)-\left(Y^{j}{\frac {\partial X^{i}}{\partial x^{j}}}\right)}
donde n es la dimensión de M.
El corchete de Lie de dos campos constituye un caso particular de una operación más general: la derivada de Lie de un tensor cualquiera {\displaystyle {\mathcal {L}}_{X}T} a lo largo de la dirección que marque un campo X. Cuando T es un campo de vectores Y, recuperamos el corchete de Lie
{\displaystyle {\mathcal {L}}_{X}Y=[X,Y]}.

## Propiedades
- [.,.] es 'R-bilineal:

{\displaystyle [\alpha X_{1}+\beta X_{2},Y]=\alpha [X_{1},Y]+\beta [X_{2},Y]\,},
{\displaystyle [X,\alpha Y_{1}+\beta Y_{2}]=\alpha [X,Y_{1}]+\beta [X,Y_{2}]\,},
- Antisimetría:

{\displaystyle [X,Y]=-[Y,X]\,}
- Identidad de Jacobi:

{\displaystyle [X,[Y,Z]]+[Z,[X,Y]]+[Y,[Z,X]]=0.\,}
- Para funciones f y g tenemos

{\displaystyle [fX,gY]=fg[X,Y]+fX(g)Y-gY(f)X\,}.
Esta última igualdad destaca que aunque el corchete sea R-bilineal, no es bilineal sobre las funciones diferenciables. Como consecuencia, el corchete no tendrá carácter tensorial, es decir, el valor del vector {\displaystyle [X,Y]_{p}} no solo dependerá del valor de los vectores {\displaystyle X_{p}} e {\displaystyle Y_{p}} (no podremos definir el corchete de Lie de dos vectores), sino de los campos X e Y.
Como consecuencia inmediata de la antisimetría, {\displaystyle [X,X]=0} para cualquier campo {\displaystyle X}.

## Coeficientes de estructura
Si {ek} una base local de campos de vectores, podremos desarrollar el corchete de dos de sus elementos como combinación lineal de los elementos de la base:  
{\displaystyle [e_{k},e_{\ell }]=c_{k\ell }{}^{m}e_{m}\,\ }
A las funciones {\displaystyle c_{k\ell }{}^{m}} se les denomina coeficientes de estructura de la base {ek}. Estos coeficientes no forman parte de un tensor. 
En el caso especial en que la base esté asociada a un sistema de coordenadas {xa}, dado que los vectores básicos conmutan (
{\displaystyle [\partial _{x^{a}},\partial _{x^{b}}]=0}), los coeficientes de estructura serán nulos. Las bases locales para las que se anulan estos coeficientes reciben el nombre de bases holónomas.
En un grupo de Lie G, considerado como variedad, podemos definir un conjunto particular de campos de vectores: los campos invariantes por la izquierda. A este conjunto se le denomina álgebra de Lie de G. Dada una base {\displaystyle \{X_{1},\ldots ,X_{n}\}} de campos invariantes por la izquierda, se demuestra que los coeficientes de estructura son constantes, y reciben el nombre de constantes de estructura de G con respecto a la base {\displaystyle \{X_{i}\}}.